# Магомедов, Шамиль Абдулаевич (борец)
Шамиль Абдулаевич Магомедов (Махачкала, Дагестанская АССР, РСФСР, СССР) — советский и российский борец классического стиля, призёр чемпионата СССР.

## Спортивная карьера
Вольной борьбой начал заниматься с 1978 года. Воспитанник спортивной школы «Урожай» Махачкалы, занимался у Алисултана Омарова и Ибрагима Мамедова. После переезда в Ростов-на-Дону тренировался у Калуста Харахашяна. В 1988 году стал бронзовым призёром чемпионата СССР в Тбилиси. 

## Личная жизнь
Окончил школу № 33 в 1981 году, и школу интернат № 10 в Махачкале в 1984 году. В 1993 году окончил Ростовский государственный педагогический университет.

## Достижения
- Чемпионат СССР по классической борьбе 1988 — ;